# Gulkindad honungsfågel
Gulkindad honungsfågel (Caligavis chrysops) är en fågel i familjen honungsfåglar inom ordningen tättingar.

## Utseende och läte
Gulkindad honungsfågel är liten till medelstor fågel. Både det svenska namnet och det vetenskapliga artepitetet refererar till det distinkta gula bandet på sidan av huvudet. För att vara en honungsfågel har den en ganska kort näbb. Den har en stark och klar sång, som är bland de första som hörs på morgonen. 

## Utbredning och systematik
Gulkindad honungsfågel delas in i tre underarter med följande utbredning:
- C. c. baroni – förekommer i nordöstra Queensland (från Blackdown Tableland till Atherton Tableland)
- C. c. chrysops – förekommer i östra Australien (från sydöstra Queensland till södra Victoria och sydöstra South Australia)
- C. c. samueli – förekommer i South Australia (från södra delen av bergskedjan Flinders till bergskedjan Lofty)

### Släktestillhörighet
Gulkindad honungsfågel placerades tidigare i släktet Lichenostomus, men genetiska studier från 2011 visar att arterna i Lichenostomus inte är varandras närmaste släktingar. Den har därför tillsammans med närmaste släktingarna lövhonungsfågel och svartstrupig honungsfågel lyfts ut till det egna släktet Caligavis.

## Levnadssätt
Gulkindad honungsfågel hittas i öppen terräng som karakteriseras av växter med hårda blad, från sanddyner vid kusten, till högt uppe i bergen, och i skogslandskap längs åar och floder. Man tror att den är anpassad till en diet av flugor, spindlar och skalbaggar, kompletterat med nektar och pollen från växter som till exempel släktena Banksia och Grevillea och mjuka frukter. Den kan både fånga insekter i luften och plocka dem från bladen på buskar och träd. 
En del av de gulkindade honungfåglarna lever bofasta på en plats, medan hundratusentals flyttar norrut mellan mars och maj för att tillbringa vintern i södra Queensland och återvända i juli och augusti för att häcka i södra New South Wales och Victoria. De formar sociala monogama par och lägger två eller tre ägg i fint skålformade fågelbon. Framgångsprocenten kan vara låg, men paren häckar flera gånger per säsong. 

## Status och hot
Den livsmiljö där den gulkindade honungsfågeln trivs bäst är känslig för röjning, betning och ogräs. Men eftersom den är vanlig och väl spridd bedöms den inte som hotad av utrotning. I en del områden betraktas den som ett skadedjur. IUCN kategoriserar arten som livskraftig.

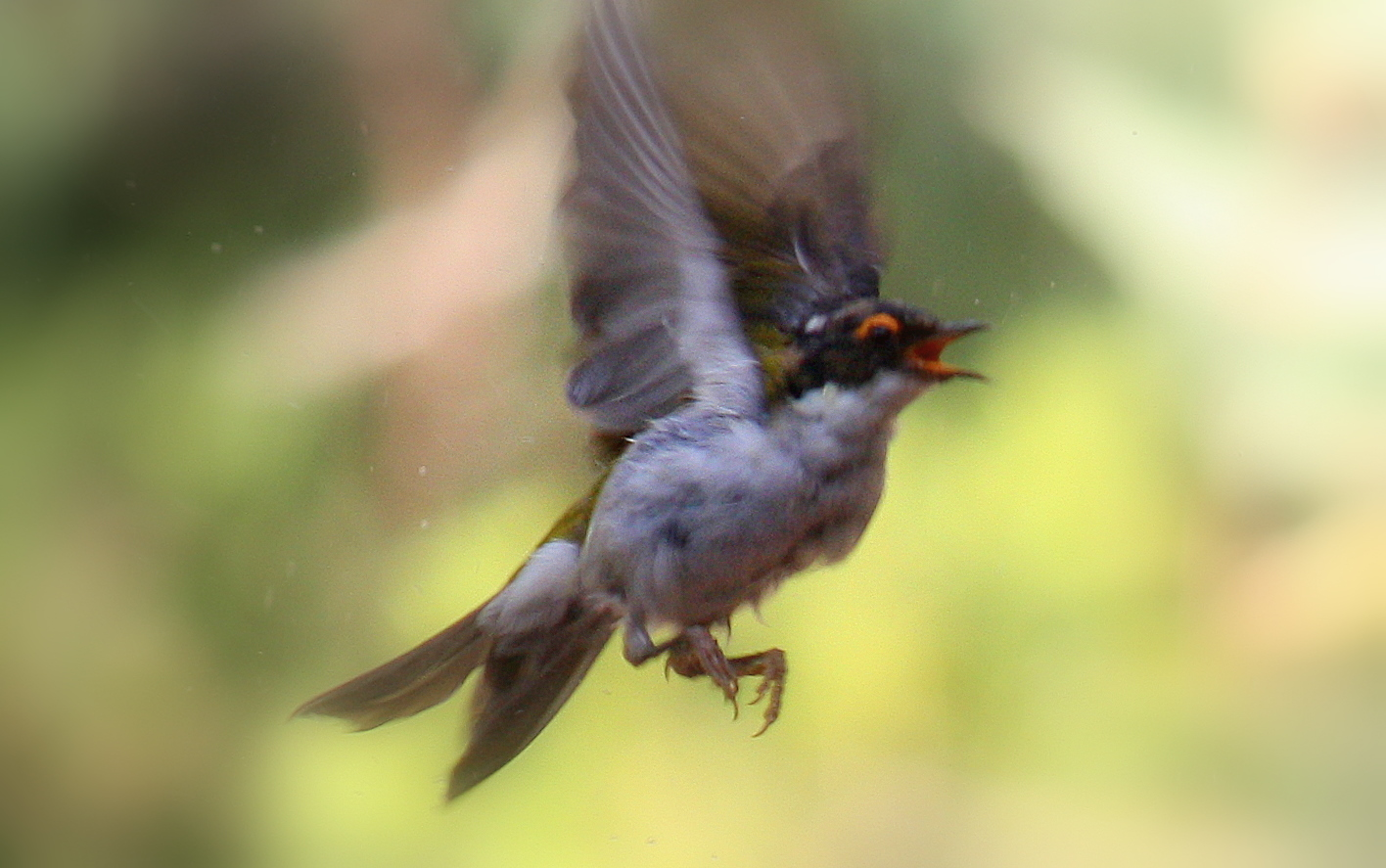
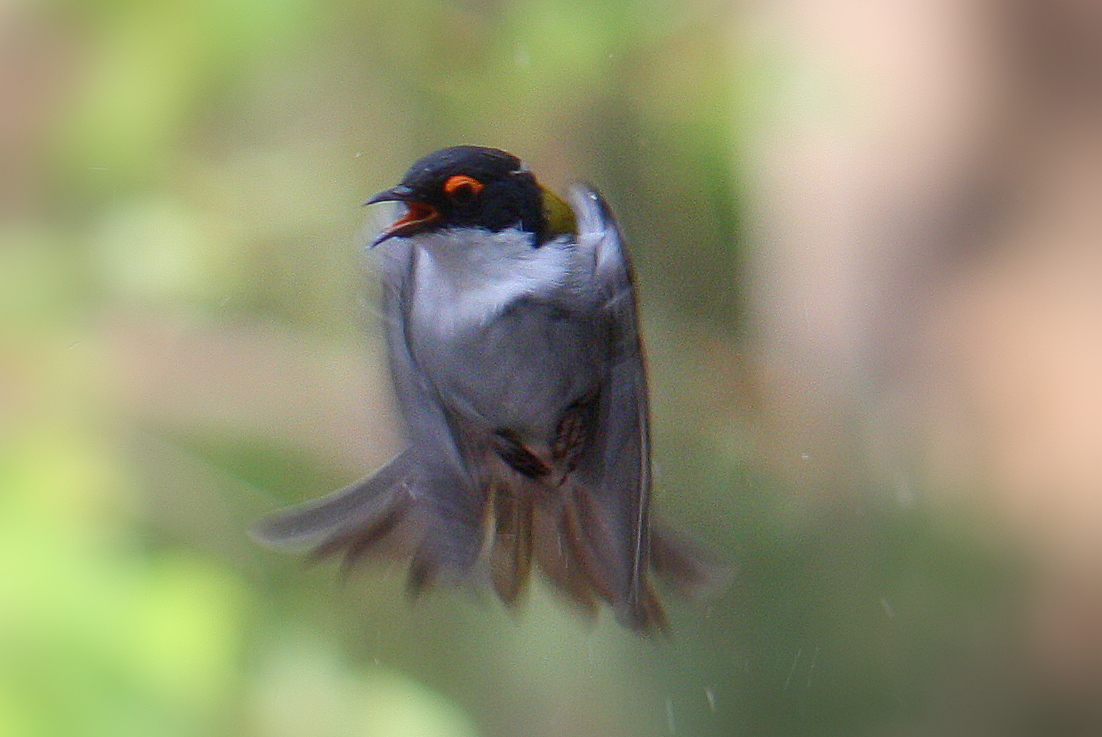
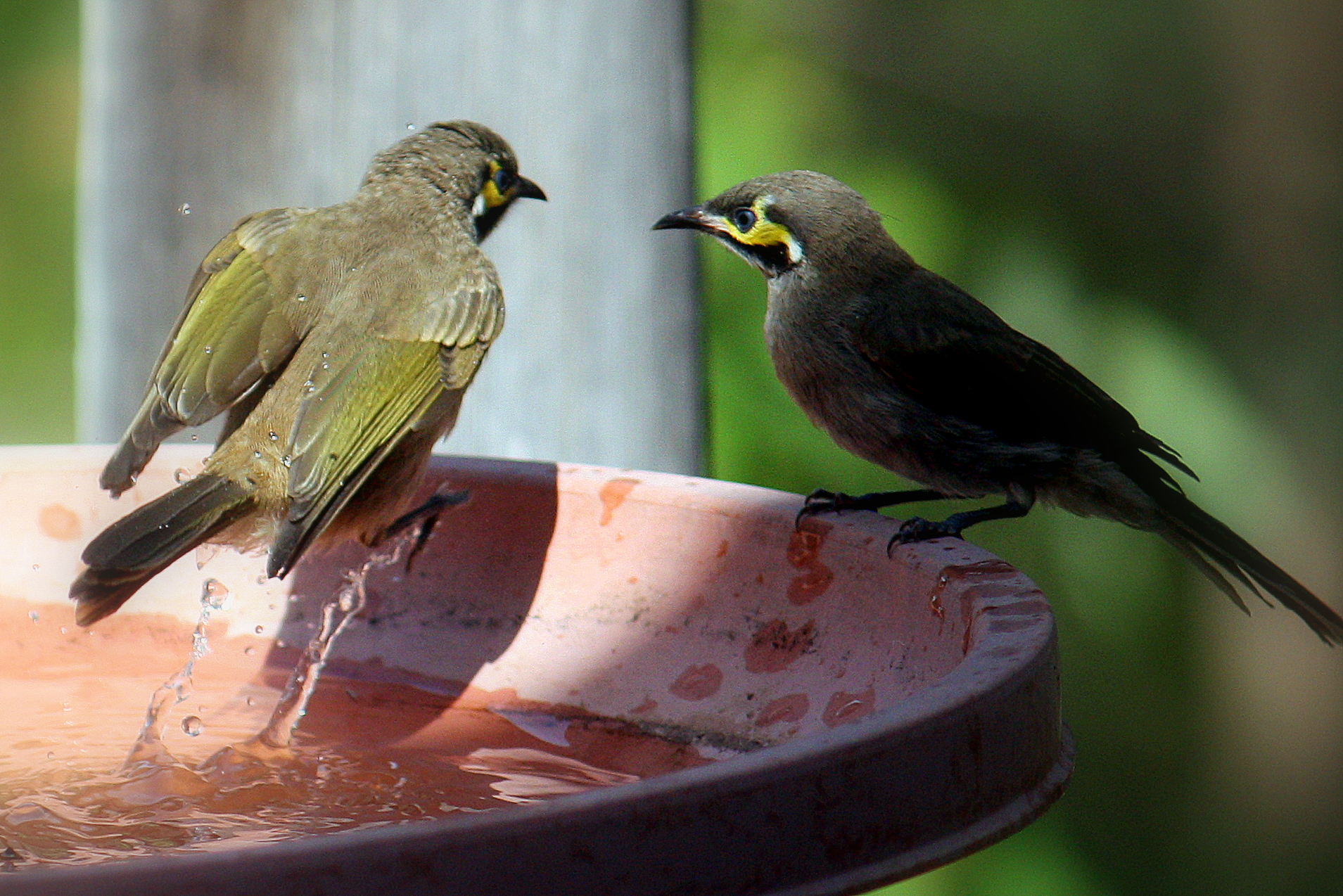
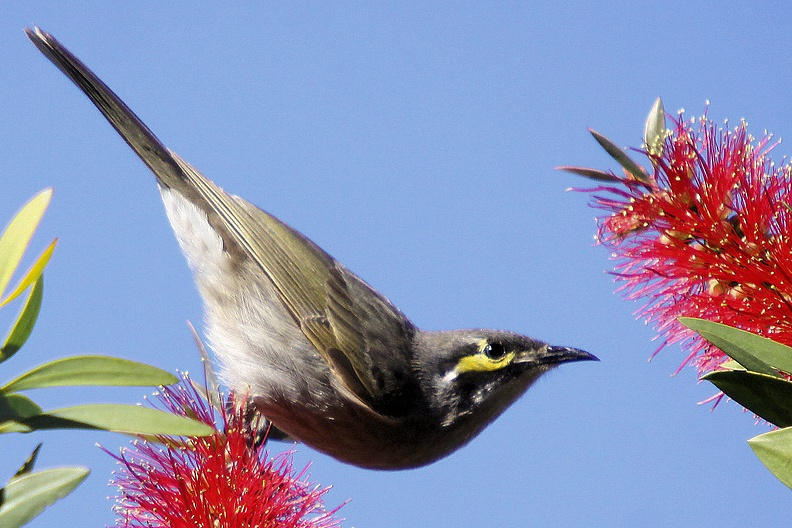
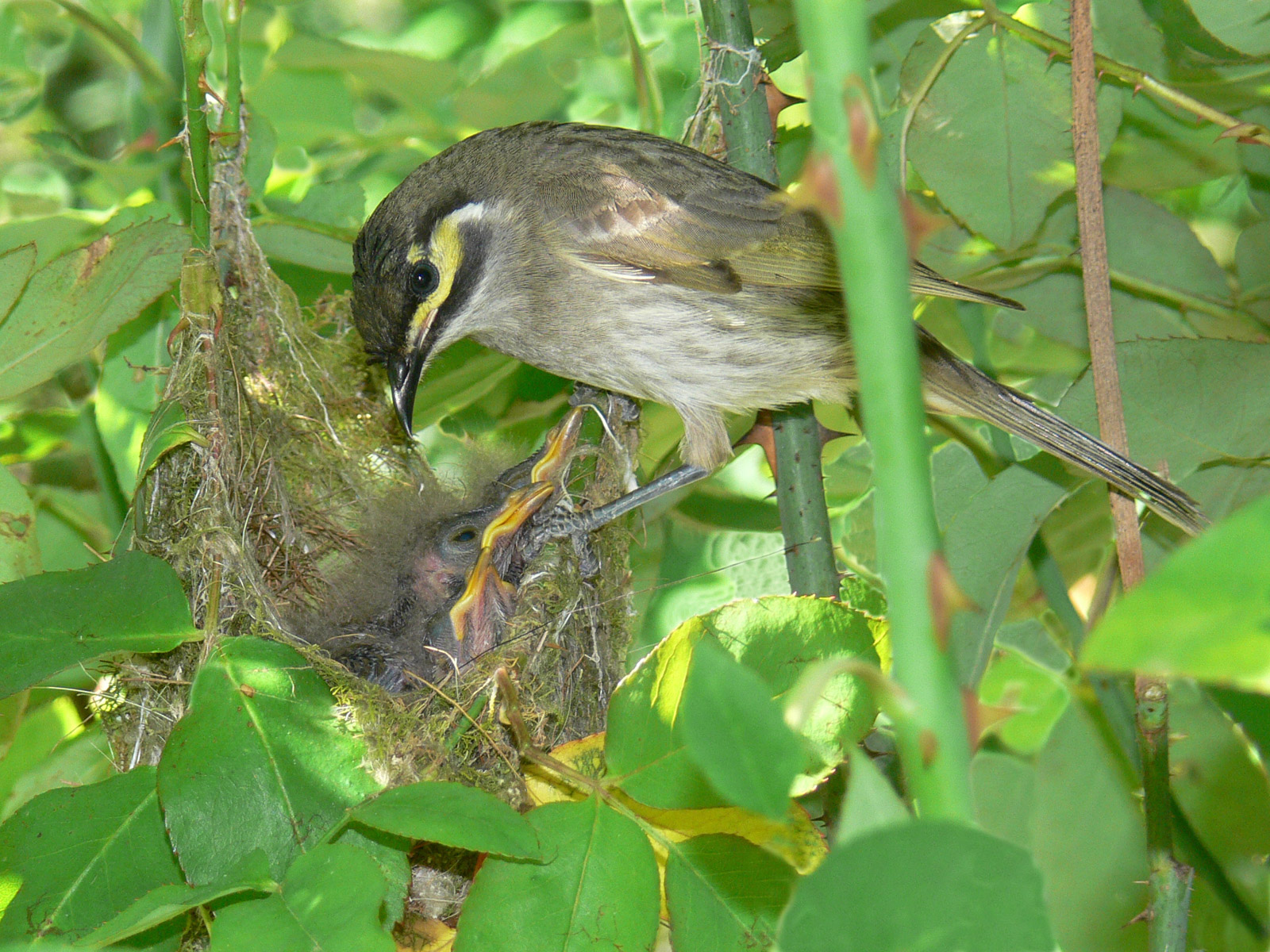